# Wieża Gourgion
Wieża Gourgion (malt. It-Torri ta' Gourgion, It-Torri Gorġun, wł. Torre Gourgion, ang. Gourgion Tower) - nieistniejący ufortyfikowany budynek mieszkalny w formie wieży, stojący na obrzeżach Xewkija na wyspie Gozo, Malta. Wieża zbudowana została w roku 1690 przez Giovanniego Gourgion, i szybko stała się symbolem wioski Xewkija. Mimo że w roku 1925 umieszczona została na Liście Zabytków, została zburzona przez armię amerykańską, aby zrobić miejsce na lotnisko polowe podczas alianckiej inwazji na Sycylię.

## Historia
Wieża Gourgion została zbudowana przez i nazwana od imienia Giovanniego Gourgion. Pochodził on z wyspy Gozo, wzbogacił się na korsarstwie przeciwko okrętom Imperium Osmańskiego, pełnił funkcję osobistego sekretarza Wielkich Mistrzów Gregorio Carafy i Adriena de Wignacourt. Po zakończeniu budowy wieży w 1690 roku stała się ona punktem centralnym posiadłości Gourgiona na Gozo. Jak mówią ustne przekazy, Wielki Mistrz de Wignacourt osobiście uczestniczył w ceremonii otwarcia wieży, lecz nie ma na to żadnych pisemnych dowodów w archiwach.
W 1798 roku, podczas francuskiej okupacji Malty, niektóre z tarcz herbowych na wieży Gourgion zostały usunięte przez siły okupacyjne. Wykonano również modyfikacje budowli, między innymi dobudowano pomieszczenie na pierwszym piętrze.
Wieża była umieszczona na liście zabytków 1925 (Antiquities List of 1925).

## Zburzenie wieży
Wieża została zburzona pomiędzy 16 a 20 czerwca 1943 roku w celu zrobienia miejsca dla pasa startowego nr 1 lotniska polowego Xewkija. Prace wyburzeniowe prowadzone były przez Amerykanów z 21. Lotniczego Pułku Inżynierskiego z udziałem około 300 robotników z Gozo. Lotnisko zostało otwarte 23 czerwca i było używane podczas inwazji aliantów na Sycylię, która rozpoczęła się 9 lipca. Lotnisko stało się niepotrzebne 14 lipca, kiedy amerykańskie samoloty przeniosły się na lotnisko polowe Ponte Olivio na Sycylii. Ostatnie samoloty opuściły lotnisko 19 lipca i w czerwcu 1944 roku lotnisko zostało zlikwidowane, a teren uporządkowany.
Według niektórych źródeł, wieża została rozebrana, a nie zburzona. Amerykanie mieli ponumerować wszystkie kamienie, aby można ją odbudować. Kiedy w 1944 roku teren byłego lotniska został zrekultywowany, władze podobno pytały właścicieli, czy chcą, aby wieża została odbudowana, czy raczej wolą finansową rekompensatę. Ci wybrali tę drugą możliwość. Jednakże fakt ten nie został potwierdzony żadnym dokumentem.
Wiele inskrypcji i kamiennych elementów dekoracyjnych z wieży zostało odzyskanych przez Lawrence'a Zammit Habera. Przekazał je do Muzeum Archeologii Gozo. Były tam eksponowane przez szereg lat, lecz zostały przeniesione i są przechowywane w Heritage Malta.

## Wygląd wieży
Wieża Gourgion była w zamyśle przeznaczona do dwóch celów: mieszkalno-wypoczynkowego oraz obronnego w razie zagrożenia. Została zbudowana na planie prostokąta. Można było doszukać się podobieństwa do wieży Bubaqra w centrum Malty. Wyróżniającą cechą wieży była przykryta kopułą klatka schodowa podobna do bartyzany, którą można znaleźć w fortyfikacjach Malty z epoki Joannitów. Wieża posiadała też osiem konstrukcji podobnych do balkonu, wyglądających jak machikuły we wcześniejszych budowlach, np. w wieży Gauci.
W fasadzie wieży znajdowały się otwory strzeleckie. Była ona udekorowana tarczami herbowymi rodzin Gourgion, Carafa i Wignacourt oraz kilkoma inskrypcjami i innymi rzeźbionymi w kamieniu ozdobami. Trzy tarcze herbowe zostały zniszczone podczas francuskiej okupacji.
W pobliżu wieży znajdowała się zdobiona publiczna studnia oraz mur graniczny z kilka inskrypcjami.